# Belgijska ženska softbolska reprezentacija
Belgijska ženska softbolska reprezentacija predstavlja državu Belgiju u športu softbolu.
Krovna organizacija: 

Koninklijke Belgische Baseball & Softball Federatie

Fédération Royale Belge de Baseball & Softball

## Postave

### EP 2007.
De Jongh, De Lannoy, P. Felix, L. Felix, Geerts, Goosen, Hansen, Lauwers, Mignolet, Polfliet, Symons, Van Braeken, Van den Bosch, Van der Meiren, Van de Ven, Van Doorslaer, Van Wymelbeke
Trener: Toon Van de Ven

## Nastupi na EP
- Rovereto 1979.: brončane
- Haarlem 1981.: 4.
- Parma 1983.: brončane
- Antwerpen/Anvers 1984.: brončane
- Antwerpen/Anvers 1986.: brončane
- Hørsholm 1988.: 4.
- Genova 1990.: srebrne
- Bussum 1992.: 5.
- Settimo Torinese 1995.: 4.
- divizija "A", Prag 1997.: 5.
- divizija "A", Antwerpen/Anvers 1999.: 6.
- divizija "A", Prag 2001.: 8.
- divizija "A", Caronno, Pertusella-Saronno, Italija 2003.: 7.
- divizija "A", Prag 2005.: 10. (ispale iz "A" divizije)
- divizija "B", Zagreb 2007.:

## Vanjske poveznice
- Postava na EP 2007.  Arhivirana inačica izvorne stranice od 19. kolovoza 2007. (Wayback Machine)
- LFBBS Ligue Francophone Belge de Baseball et de Softball  Arhivirana inačica izvorne stranice od 7. kolovoza 2007. (Wayback Machine)
- KBBSF-FRBBS